# NOBODY KNOWS
「NOBODY KNOWS」（ノーバディ ノウズ）は、スガシカオの23枚目のシングル。2008年5月14日にオーガスタレコードから発売された。

## 解説
- 「初回生産限定盤（DVD付）、（「xxxHOLiC」Special Edition）」「通常盤」の3種同時リリース。
- 初回生産限定盤（DVD付）には、2007年に行われたツアー「FUNK FIRE TOUR '07」のファイナル公演から、約60分を超えるライブ映像を収録したDVD付。
- 「xxxHOLiC」Special Editionは、CLAMPによる描下ろしアニメジャケット仕様、エンハンスト仕様で「xxxHOLiC」宣伝用映像を収録。

## 収録曲

### CD
（全作詞・作曲：スガシカオ）
1. NOBODY KNOWS
  - TBS系アニメ『xxxHOLiC◆継』オープニングテーマ
  - 同アニメのタイアップは、「19才」以来。
  - 公衆トイレの落書きをヒントにして詞が書かれた[1]。
2. 1/3000ピース
  - 積水ハウス「シャーメゾン」CMソング
3. コンビニ

### DVD
1. Opening
2. バクダン・ジュース
3. 性的敗北
4. フォノスコープ
5. リンゴ・ジュース
6. いいなり
7. 奇跡
8. ひとりぼっち
9. あだゆめ
10. 19才
11. 午後のパレード
12. 春夏秋冬

## 収録アルバム
- FUNKAHOLiC (#1)
- SugarlessII (#2, #3)
- BEST HIT!! SUGA SHIKAO -2003〜2011- (#1)